# Drakonidák
A Drakonidák egy meteorraj, amely minden évben eléri a Föld légterét, ezzel csodás látványt nyújt.
A meteorraj közös eredetű meteorok sokasága, amelyek az év ugyanazon időszakában találkoznak a Földdel. Hasonlóak a fizikai tulajdonságaik és ugyanaz a radiánsuk is. Az űrben közös pályán keringenek. Általában valamelyik csillagképről kapják a nevüket, mert úgy tűnik, mintha a névadó csillagkép felől érkeznének.

## A név eredete
Nevüket onnan kapták, hogy ha a meteorok pályáját egy vonallal visszafelé meghosszabbítjuk, akkor egy pontba jutunk. Ez a pont a Sárkány csillagkép-hez közel helyezkedik el. Innen kapta a Drakonidák nevet a raj.

## Történetük
Ezt a meteorrajt is, akárcsak sok másikat, egy üstökös porfelhőjének köszönhetjük. A viszonylag fiatalnak számító meteorrajt a 21P/Giacobini-Zinner üstökös szórta szét. A meteorraj az 1900-as évek előtt még nem létezett és többször meglepetéssel szolgált a megfigyelők számára. Az üstökös 1900-ban került napközelségbe, amikor is Michel Giacobini fedezte fel ezt az objektumot. Eddigi legintenzívebb éve 1933-ban volt, amikor európai megfigyelők a 20. század, sőt minden idők egyik legnagyobb meteorkitörésének lehettek szemtanúi. Az esti órákban jelentkező meteorvihar legaktívabb időszakában percenként 200-300 meteort lehetett látni, de az írországi Armagh Obszervatóriumból feljegyeztek egy olyan 5 másodperces időszakot, amikor nagyjából 100 Drakonida meteor tűnt fel az égen. Az üstökös 6,5 évente tér vissza, azonban vannak olyan évek és feljegyezve, amikor nem volt semmiféle aktivitása ilyen pl. az 1940-es év. 1946-ban újra aktív volt a meteorraj, ami 50/60 meteor/óra intenzitással jelentkezett.

## Időpontjuk
A Drakonidák észlelési időpontja az ősz közepére tehető. Érkezésük jellemzően az októberi hónap eleje főként.
2013-ban ez az időpont október 2-16. között volt. Ezen belül megkülönböztetünk egy csúcsidőszakot, amikor a legintenzívebb a meteorok száma egy bizonyos időszakra levetítve. Mivel manapság már ez a meteorraj nem produkál nagy hullócsillag számot, ez az érték 2013-ban 25 meteor/óra. Ez a csúcsidőszak okt 7. és 8. közé esik.